# Marcos Criado
Marcos Criado Guelamo (25 de abril de 1522, Andújar, Jaén -  25 de septiembre de 1569, La Peza, Granada). Religioso de la Orden de la Santísima Trinidad que sufrió el martirio en el pueblo granadino de La Peza durante la rebelión de los moriscos. Fue beatificado por el papa León XIII el 24 de julio de 1899, destacando en él las virtudes cristianas y trinitarias que le llevaron a dar su vida por la liberación de sus hermanos.

## Biografía

### Nacimiento e infancia
Marcos Criado nace en Andújar, provincia de Jaén, el 25 de abril de 1522, del matrimonio formado por Juan Criado Notario, natural de Higuera de Arjona, y María (o Marina) Guelamo Pasillas, natural de Andújar. Era el menor de los hijos, y este dato, unido al hecho de nacer en una familia acomodada, hicieron que la infancia de Marcos estuviera llena de caprichos y gustos. Desde muy pequeño comienza a frecuentar el convento de los trinitarios calzados de Andújar, ejerciendo de monaguillo. Con nueve años muere su madre, y quedan en la casa su padre y él solos, ya que sus hermanos estaban todos casados. Padre e hijo hacen desde entonces una vida casi de religiosos. El joven Marcos pide permiso a su padre para visitar la ermita de la Virgen de la Cabeza, en la sierra de Andújar. El corto tiempo que estuvo en aquel cerro los ermitaños que allí vivían quedaron asombrados de su vida de sacrificio y de oración ante la Virgen. A ella se entrega y la toma por madre, prometiéndole entregarse por siempre al servicio de Dios, siguiendo a Cristo llevando su cruz. Cuando regresa a Andújar y cuenta a su padre todo lo sucedido, este decide entregarse también a Dios como religioso y reparte sus bienes entre sus hijos. Marcos, con lo que le corresponde decide hacer tres partes: una para el convento de la Trinidad de Andújar, otra para la redención de cautivos y una tercera para hacer caridad con los pobres.

### Trinitario
Liquidadas sus cuentas personales pide ser admitido como religioso trinitario. Su padre había ingresado al mismo tiempo en el convento franciscano de la Arruzafa en Córdoba. Marcos comienza su noviciado en 1536, siendo su maestro fr. Fernando Ramírez. Desde el primer momento hizo gala de su espíritu de servicio, solía decir que había nacido criado y como tal debía obrar durante toda su vida, ofreciéndose siempre para los trabajos más humildes. El año 1537 realizó su profesión y comenzó en el mismo convento de Andújar los estudios de Filosofía y Teología. Pero fr. Marcos no estaba contento, pensaba que esos dones podían ser motivo de orgullo y por eso pedía que Dios le enviara humillaciones. Entre otras, él mismo no quiso presentarse a los exámenes que le conferirían el grado de bachiller. Tuvo que intervenir el ministro Provincial para que, bajo voto de obediencia, se presentara a dichos exámenes. Cuentan que así lo hizo pero respondió tan mal que fue descalificado. No había faltado contra la obediencia, ni contra la humildad que prometiera ante la Virgen de la Cabeza.
Nada más recibir la ordenación sacerdotal fue nombrado Predicador Mayor del convento de Andújar. Muchos ya veían en él otro Manuel Guerra y Ribera, o un segundo Paravicino. Su fama de orador y de maestro de almas se extendió por toda Andalucía, hasta el punto de que tenía cada vez menos tiempo para él mismo. Pidió entonces traslado a otro convento, siendo destinado con el cargo de Predicador Mayor al convento trinitario de Jaén. Pero su fama había llegado hasta Jaén y nada más llegar tenía ya largas colas en el confesionario y en la puerta del convento. Nuevamente pidió ser trasladado, esta vez a un lugar más tranquilo, y el Provincial lo trasladó al convento de Úbeda. En él tuvo oportunidad de dar nuevas muestras de su humildad, tomando para sí el oficio de sacristán y todas las limosnas que recibía por las predicaciones y donativos particulares las empleó en renovar los ornamentos y vestiduras litúrgicas de la iglesia del convento. En el Protocolo de la Casa de Úbeda se conserva una escritura otorgada en aquellos días, firmada por todos los religiosos de la Casa, con la firma de fr. Marcos Criado, sacristán, y no Predicador Mayor que era título de mayor categoría.

### Misionero de las Alpujarras

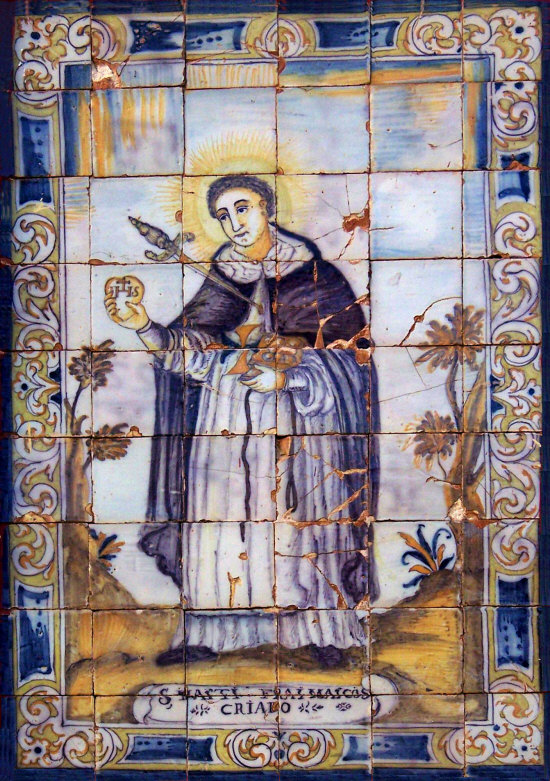
Azulejo del Beato Marcos Criado en la fachada de la antigua iglesia de los Trinitarios Calzados de Sevilla

A causa de la revuelta de los moriscos, y bajo petición del papa Pío IV, los obispos de Guadix y de Almería, solicitaron en 1560 a las Órdenes Religiosas el envío de misioneros a las Alpujarras para contrarrestar el alcance de la insurrección y ayudar a las pequeñas poblaciones de cristianos que se veían amenazados por la revuelta. El Ministro de la Casa de la Santísima Trinidad de Almería tramitó esta petición al Ministro Provincial, que visitaba en esos días el convento de Úbeda, y así lo comunicó a los hermanos. De los cinco religiosos que pedían los obispos, solo respondieron dos, fr. Marcos Criado y fr. Pedro de San Martín, ambos del convento de Úbeda. Camino de Almería ambos religiosos pararon a visitar al obispo de Guadix, D. Melchor Álvarez de Vozmediano. Los contratiempos comenzaron pronto, nada más llegar a Almería, antes de comenzar la misión propiamente dicha, fallecía inesperadamente fr. Pedro de San Martín. Fr. Marcos quedaba solo, pero eso no impidió  que ganara en ánimo y renaciera su antiguo espíritu de entrega, partiendo hacia el pueblo de La Peza, cercano a Guadix.
Pronto conocieron en aquel pueblo las artes oratorias de Fr. Marcos, aunque también lo conocieron pronto los que se iban a convertir en sus perseguidores. Marcos Criado pidió permiso al obispo de Guadix para adentrarse en la Alpujarra Granadina y ayudar a los cristianos que aquellas aldeas habían quedado aislados. El obispo le dio cartas de recomendación y presentación para los párrocos y autoridades de aquellos pueblos, que acogían con gran alegría la llegada del fraile trinitario. Las orillas del río Almanzoro, los pueblos de Vera, Cádiar, Poqueiza, Juviles, Trevélez, Laroles, Ugíjar, entre otros, fueron testigos del paso de Marcos Criado, oyeron sus predicaciones, sintieron su apoyo en tan duros momentos para su fe, incluso fueron testigos de no pocas palizas que recibió de grupos de moriscos que esperaban su paso por los caminos abruptos de las Alpujarras. 
Vuelto a La Peza la situación se había hecho insostenible. Los rebeldes moriscos prácticamente habían tomado el pueblo. Las palizas, empujones, injurias, incluso puñaladas y pedradas, eran continuos, alguna vez le dieron por muerto. Marcos Criado se mantuvo siempre dispuesto a dar su vida por Cristo, y por aquellos cristianos por los que había dejado todo. Estaban llegando las humillaciones que con tanto tesón pidió desde joven a Dios.
La última paliza le sobrevino el 21 de septiembre de 1569. Un grupo de moriscos lo encerró primero en la iglesia del pueblo, junto a un gran número de fieles que le defendían a ultranza, entre los que se encontraba el párroco de La Peza, que al salir en defensa del trinitario fue apuñalado y murió allí mismo. A fr. Marcos lo llevaron arrastras hasta las afueras del pueblo, lo ataron a un árbol y a base de golpes pretendían que renunciara a su fe. Marcos respondía: ¿Renegar de Cristo?, jamás. Lo colgaron del árbol de modo que los pies no tocaban el suelo. Pasó toda la noche en esta posición. por la mañana, viendo que seguía vivo y estaba cantando salmos, lo apedrearon hasta dejarlo inconsciente. Pasó todo el día así. El 25 de septiembre, viendo que no moría, un morisco le abrió el pecho y la extrajo el corazón.
Según cuenta la tradición, de su corazón salió un resplandor y en él se veía escrito el anagrama del nombre de Jesús (IHS). Ante este prodigio los moriscos retrocedieron. Era el año 1569, fr. Marcos Criado tenía 47 años de edad y 33 de profesión religiosa, pronto se hicieron eco de su martirio los mejores predicadores de la época, se escribieron relatos que alentaran a otros en sus virtudes y se extendió su fama de santidad.
El papa León XIII lo beatificó el 24 de julio de 1899.